# Luigi Campolonghi
Luigi Campolonghi (Pontremoli, 14 agosto 1876 – Settimo Vittone, 21 dicembre 1944) è stato un giornalista e scrittore italiano.

## Primi anni
Figlio di Agostino Campolonghi e Marianna Agnoloni, crebbe in una facoltosa famiglia patriarcale e fu iscritto dal padre presso il collegio Maria Luigia di Parma, da cui venne poi espulso nel 1894 per avervi condotto attiva propaganda rivoluzionaria; a quell'espulsione ne seguirono altre due, sempre per lo stesso motivo. In quegli anni a Pontremoli si erano costituiti un Circolo operaio, nel 1887, e successivamente una Cooperativa di produzione e di lavoro cui aveva aderito con entusiasmo un gruppo di militanti socialisti guidati dall'avvocato Pietro Bologna: tra essi vi erano lo stesso Campolonghi, Azeglio e Angiolino Cortesi, Tito Bassignani, Vittorio Carloni, Pietro Ferrari, Orlando e Pirro Orlandini, Alceste de Ambris e Giovanni Sardella, tutti attivamente impegnati in un'opera di propaganda politica e sociale.
Da questa esperienza nacque nel 1898 il giornale socialista locale La Terra, un periodico apertamente schierato in difesa di quella popolazione rurale che la povertà del territorio pontremolese aveva da sempre costretto ad una vita di fatiche e di miseria o all'emigrazione; Direttore del giornale fu nominato Luigi Campolonghi che, in quello stesso 1898, diede anche alle stampe un suo volume di poesie, Dolore, presso la Tipografia Meoni di Colle Val d'Elsa. La vita del giornale La Terra fu però di breve durata: a maggio di quello stesso anno, a causa dello stato d'assedio proclamato nella provincia di Massa, dopo appena otto numeri, le pubblicazioni furono interrotte.
Per ordine del generale Nicola Heusch, tutte le sezioni socialiste furono sciolte e i loro dirigenti, tra cui lo stesso Bologna, imprigionati. Il ventunenne Campolonghi, per sfuggire all'arresto, fu così costretto a lasciare l'Italia e a rifugiarsi a Marsiglia, dove conobbe Jean Jaurès, Frédéric Mistral, Amilcare Cipriani e Garzia Cassola: e proprio di quest'ultimo, nel 1900, sposò la figlia, Ernestina, e una cui sorella, a sua volta, aveva sposato Leonida Bissolati, all'epoca Direttore de Avanti!.

## L'esilio, i giornali, la guerra
In Francia Luigi Campolonghi rimase tre anni adattandosi ad esercitare i mestieri più disparati per guadagnarsi da vivere, ma continuando al tempo stesso nella sua azione di propaganda delle idee socialiste, soprattutto fra i lavoratori italiani. Proseguendo così nella sua attività di giornalista, fondò il foglio socialista L'Emigrante e iniziò a scrivere sul Le Petit Provençal di Marsiglia, collaborò all’Avanti! e divenne corrispondente del Secolo di Milano e dei due giornali genovesi Il Caffaro e il Giornale. In quel periodo, inoltre, scrisse anche due romanzi di ispirazione populista, La Zattera e Vita d'esilio.
La battaglia da lui condotta sui giornali in difesa dell'organizzazione sindacale degli scaricatori di porto in occasione dello sciopero di Marsiglia del 1901 gli costò alla fine l'espulsione dalla Francia per attività sovversiva. Dopo un breve periodo in Spagna, a Barcellona, rientrò quindi in Italia e si stabilì a Savona, dove assunse la carica di Segretario della prima Camera del Lavoro cittadina (carica che tenne dall'aprile 1901 al novembre 1902) e di Direttore del giornale La Voce dei Lavoratori e poi de Il Diritto. Trasferitosi nel 1904 a Genova, divenne dapprima redattore responsabile del giornale Il Lavoro, che era stato fondato a giugno del 1903 (molti suoi articoli vennero da lui firmati con lo pseudonimo di Farandole), e poi, nel 1907, Direttore della rivista anticlericale La Fionda.
Nel 1908 pubblicò a Genova il volume di novelle Il Popolo (Il libro della povera gente)  e nel 1909 a Piacenza il romanzo La Nuova Israele, imperniato sullo sciopero generale di Parma; in quel periodo scrisse anche un dramma, Il Seminatore. A Firenze Campolonghi iniziò a scrivere per Il Nuovo Giornale e per Il Popolo e in questo periodo fu iniziato in Massoneria nella Loggia Lucifero, del Grande Oriente d'Italia.  Nel 1910 riprese la collaborazione con il Secolo di Milano, che lo inviò dapprima a Barcellona per seguire il processo all'anarchico Francisco Ferrer (poi fucilato solo perché colpevole di essere un pedagogista anticlericale), e poi a Parigi, come corrispondente sia per quel giornale che per il Messaggero di Roma.
A Parigi Luigi Campolonghi iniziò anche a collaborare al Le Petit Parisien, perfezionando la conoscenza della lingua francese. Nella capitale d'Oltralpe egli fissò definitivamente la sua residenza a partire dal 1915. Con lo scoppio della prima guerra mondiale, incoraggiato da Leonida Bissolati, si occupò attivamente del comitato France-Italie, svolgendo opera di sensibilizzazione a favore dell'alleanza tra Francia e Italia e per sostenere la causa interventista compiendo una serie di conferenze in tutta la penisola.
In quel periodo scrisse anche alcune biografie di militanti rivoluzionari, come Amilcare Cipriani e Francisco Ferrer, e il libro di memorie Nella tormenta, il suo diario di inviato sul fronte belga nel 1914. Fino all'avvento del fascismo, restò in contatto con D'Annunzio, Prezzolini, Ungaretti e altri intellettuali italiani che in seguito avrebbero appoggiato il regime di Mussolini. Al contrario, invece, Campolonghi, dopo il 1922, assunse una netta posizione antifascista, tanto che, anni dopo, il poeta Eugenio Montale avrebbe dichiarato che Luigi Campolonghi era stato uno dei rari membri dell'intellighenzia italiana che avevano avuto il coraggio di opporsi al nascente fascismo.

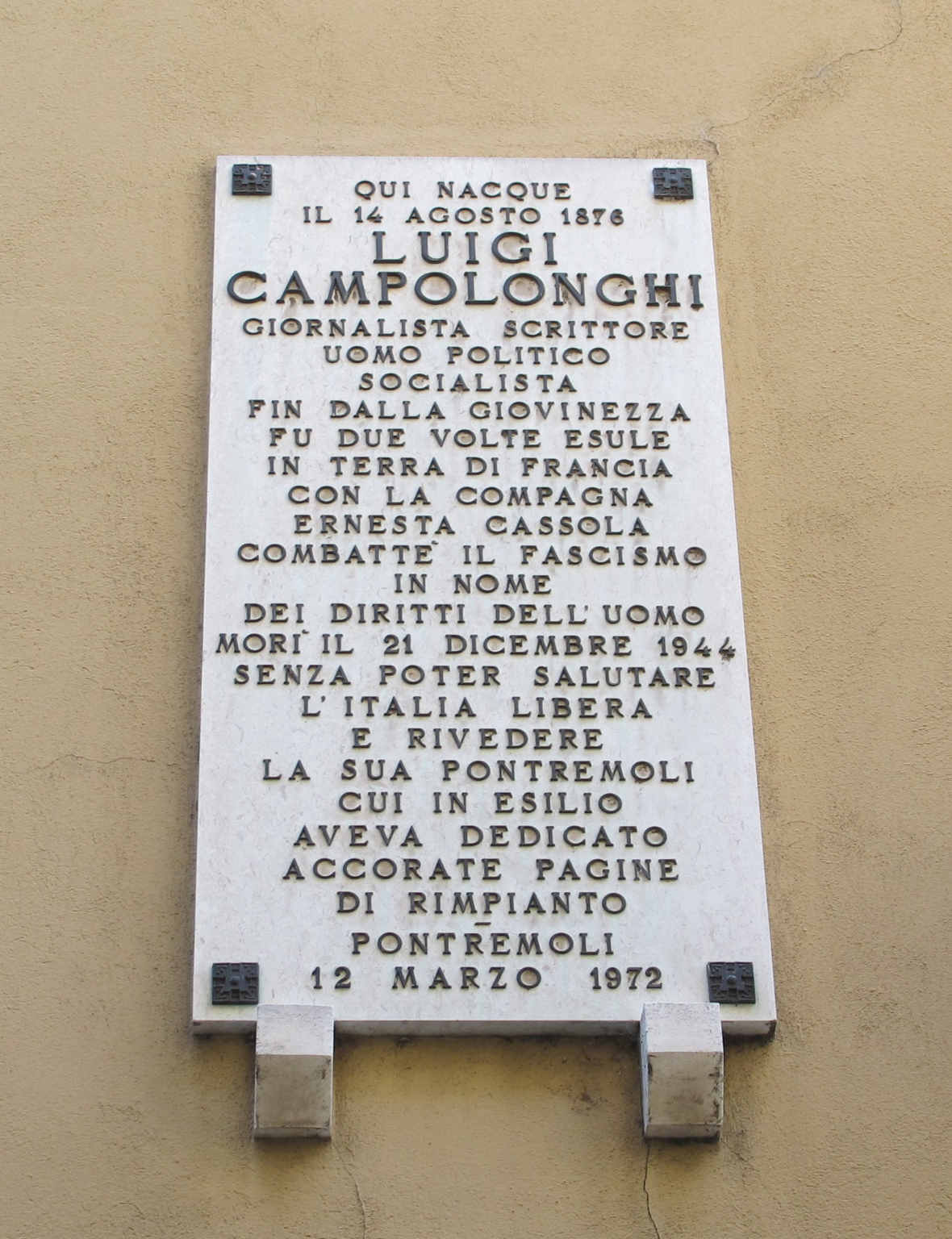
Targa sulla casa natale di Pontremoli

In quel periodo, a Parigi, Aline Ménard-Dorian gli aprì le porte del suo salotto politico-letterario e, grazie a lei, egli poté frequentare alcuni degli uomini più importanti di quel tempo, da Clemenceau a Briand, da Léon Blum a Kerenskij e a Vandervelde, da Miguel de Unamuno ad Anatole France, ai critici di Comœdia. A Parigi Campolonghi fondò Don Quichotte. Quotidien d'action latine, un giornale che uscì dal 21 febbraio 1920 fino al 31 dicembre di quell'anno e che incontrò il grande interesse di Ungaretti.

## Dall'avvento del fascismo al rientro in Italia
Nel 1922, con l'aiuto dell'inseparabile moglie e di un gruppo di amici (Ferdinando Bosso), fondò la Ligue italienne des Droits de l'Homme (L.I.D.U.), divenendone il Segretario, con Alceste De Ambris Presidente. Nel 1923 Campolonghi rientrò in Italia per dare le dimissioni dal Secolo e dal Messaggero, ormai sotto il pieno controllo del regime fascista, e tornò per l'ultima volta, a Pontremoli, la città che gli aveva dato i natali.
Rientrato in Francia, si ritirò in Guascogna, nell'esilio di una fattoria nei pressi del castello di Douazan, presso Nérac, da dove iniziò a combattere una strenua battaglia antifascista: un luogo che, durante il Ventennio mussoliniano, fu meta di molti fuoriusciti italiani, tra cui Giorgio Amendola, Aldo Natoli, Silvio Trentin, Domizio Torrigiani. A Mandelieu, inoltre, Luigi Campolonghi fondò la Fratellanza Franco-Lunigianese.
In quel periodo scrisse poi Una cittadina italiana fra l'80 e il 900, un romanzo autobiografico in cui rievocò magistralmente il piccolo mondo pontremolese della sua giovinezza, e le liriche Esilio. Nel 1939 Campolonghi si impegnò per la costituzione di un Comitato Nazionale Italiano volto ad organizzare una legione di combattenti pronti a lottare contro il fascismo: un'iniziativa, questa, che fu vista con sospetto dalle autorità francesi. Nel 1940 fu colto da una grave forma di emiplegia. A Bordeaux si recarono a fargli visita, tra gli altri, Levi, Giuseppe Saragat e Randolfo Pacciardi. Nel 1943, Luigi Campolonghi rientrò in Italia, trovando rifugio a Settimo Vittone, in Valle d'Aosta, dove morì il 21 dicembre 1944.